# Área metropolitana de Yuba City
El Área Metropolitana de Yuba City y oficialmente como Área Estadística Metropolitana de Yuba City, CA MSA tal como lo define la Oficina de Administración y Presupuesto, es un Área Estadística Metropolitana centrada en la ciudad de Yuba City en el estado estadounidense de California. El área metropolitana tenía una población en el Censo de 2010 de 166.892 habitantes, convirtiéndola en la 122.º área metropolitana más poblada de los Estados Unidos. El área metropolitana de Yuba City comprende los condados de Yuba y Sutter y la ciudad más poblada es Yuba City.

## Composición del área metropolitana

### Lugares entre 50,000 habitantes
Condado de Sutter
- Yuba City (Principal ciudad)

### Lugares entre 10,000 a 50,000 habitantes
Condado de Yuba
- Marysville (ciudad incorporada)
- Olivehurst (lugar designado por el censo)
- Linda (lugar designado por el censo)

### Lugares entre 1,000 a 10,000 habitantes
Condado de Sutter
- Live Oak (ciudad incorporada)
- South Yuba City (lugar designado por el censo)
- Tierra Buena (lugar designado por el censo)
- Sutter (lugar designado por el censo)

Condado de Yuba
- Base de la Fuerza Aérea Beale (lugar designado por el censo)
- Brownsville (lugar designado por el censo)
- Challenge-Brownsville (lugar designado por el censo)
- Loma Rica (lugar designado por el censo)
- Plumas Lake (lugar designado por el censo)
- Wheatland (ciudad incorporada)

### Lugares entre 500 a 1,000 habitantes
Condado de Sutter
- Meridian (lugar designado por el censo)
- Río Oso (lugar designado por el censo)

Condado de Yuba
- Dobbins (lugar designado por el censo)